# Lleyton Hewitt
Lleyton Glynn Hewitt, avstralski tenisač, * 24. februar 1981, Adelaide, Avstralija.
Hewitt je bil med letoma 2001 in 2003 vodilni na lestvici ATP. Dosegel je dve zmagi na turnirjih za Grand Slam, še dvakrat pa se je uvrstil v finale. Zmagi je dosegel na turnirju za Odprtem prvenstvu ZDA leta 2001, ko je v finalu premagal Peta Samprasa, in Odprto prvenstvo Anglije leta 2002, ki je v finalu premagal Davida Nalbandiana. V finale se je uvrstil še v letih 2004 na turnirju za Odprto prvenstvo ZDA, ko ga je premagal Roger Federer, in leta 2005 na turnirju za Odprto prvenstvo Avstralije, ko ga je premagal Marat Safin. Na turnirjih za Odprto prvenstvo Francije se je najdlje uvrstil v četrtfinale. Z avstralsko reprezentanco je dvakrat osvojil Davisov pokal. Trikrat je nastopil na olimpijskih igrah, kjer se je v posamični konkurenci najdlje uvrstil v tretji krog. Leta 2021 je bil sprejet v Mednarodni teniški hram slavnih.

## Finali Grand Slamov (4)

### Zmage (2)
| Leto | Turnir                   | Nasprotnik v finalu | Rezultat finala    |
| 2001 | Odprto prvenstvo ZDA     | Pete Sampras        | 7–6(7–4), 6–1, 6–1 |
| 2002 | Odprto prvenstvo Anglije | David Nalbandian    | 6–1, 6–3, 6–2      |

### Porazi (2)
| Leto | Turnir                      | Nasprotnik v finalu | Rezultat finala    |
| 2004 | Odprto prvenstvo ZDA        | Roger Federer       | 0–6, 6–7(3–7), 0–6 |
| 2005 | Odprto prvenstvo Avstralije | Marat Safin         | 6–1, 3–6, 4–6, 4–6 |